# Passaporto finlandese
Il passaporto finlandese (Suomen passi) è un documento di identità rilasciato ai propri cittadini dalla Repubblica di Finlandia per i loro viaggi fuori dall'Unione europea e dallo Spazio economico europeo.
Vale come prova del possesso della cittadinanza finlandese ed è necessario per richiedere assistenza e protezione presso le ambasciate finlandesi nel mondo.

## Caratteristiche
Dal 1996 il passaporto finlandese rispetta le caratteristiche dei passaporti dell'Unione europea con la copertina di colore rosso borgogna e lo stemma nazionale al centro. Le parole "Euroopan Unioni" (finlandese) e "Europeiska Unionen" (svedese) che significa "Unione europea" sono incisi sopra lo stemma mentre e le parole "Suomi - Finland", il nome del paese in lingua finlandese e svedese, sono al di sotto anziché sopra come nello standard europeo. In basso anche le scritte "Passi - Pass", sempre nelle due lingue. Nei primi passaporti con lo standard UE le parole erano interamente in lettere maiuscole mentre le versioni in vigore usano caratteri maiuscoli e minuscoli. Nel passaporto biometrico (e-passport), distribuito dal 21 agosto 2006, compare l'apposito simbolo    ma in alto anziché in basso.
Nel 2012 la copertina è stata ridisegnata.  Lo stemma è stato ingrandito e la scritta bilingue dell'Unione europea è stato spostato sotto separata da una doppia linea dal nome del paese che ora è tutto in maiuscolo. Il simbolo biometrico   è stato spostato verso il basso.
Le pagine interne contengono disegni di un alce che quando vengono sfogliate rapidamente appare in movimento.
Esiste anche una versione per i cittadini delle Isole Åland che si differenzia solamente per la scritta "Suomi-Finland-Åland".

## Versioni precedenti

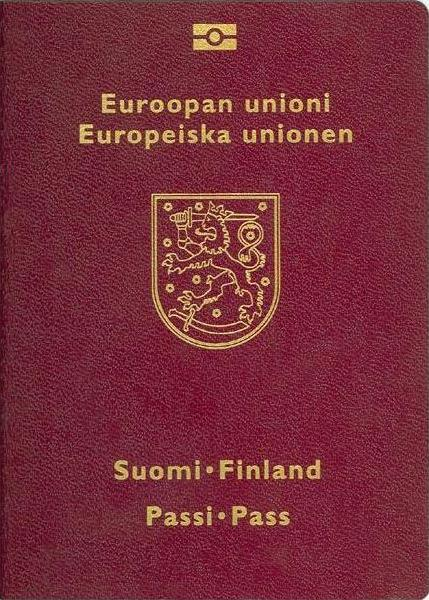
Passaporto biometrico pre 2017

I passaporti rilasciati prima dell'adozione del progetto UE, nel 1996, erano blu scuro e non contenevano la scritta "Unione europea", ma erano sostanzialmente simile a quelli in vigore. In precedenza, i bambini potevano essere registrati nel passaporto dei genitori cosa che non è più consentita. Ai bambini devono essere rilasciati propri passaporti a prescindere dall'età.